# Škoda 31Tr
Škoda 31Tr je kloubový nízkopodlažní trolejbus vyráběný v letech 2010 až 2020 českou firmou Škoda Electric. Dodavatelem karoserie, vycházející z autobusu typu NB 18, byla společnost SOR Libchavy. Model 31Tr byl odvozen ze standardního vozu Škoda 30Tr.

## Konstrukce
Trolejbus Škoda 31Tr využívá karoserii typu TNB 18, odvozenou od autobusu SOR NB 18. Vůz je třínápravový dvoučlánkový, s ocelovou samonosnou karoserií a pěti dvoukřídlými dveřmi (troje v předním článku, dvoje v zadním článku). Karoserie vozu je svařena z ocelových profilů, zvenku je oplechovaná, zevnitř obložená plastovými deskami. Přední a zadní článek jsou spojeny kloubem a krycím měchem. Interiér vozu je v celé délce nízkopodlažní, podlaha se nachází ve výšce 360 mm nad vozovkou, nástupní prostory jsou ve výšce 325 mm, avšak většina sedaček je umístěna na vyvýšených částech podlahy. Kabina řidiče je uzavřená. Přední tuhá portálová náprava je vlastní výroby SORu, střední a zadní náprava je značky ZF. Asynchronní elektromotor Škoda pohání zadní hnací nápravu, elektrická výzbroj na bázi IGBT technologie je uložena ve schráně na střeše vozidla.
Vůz 31Tr byl nabízen i jako parciální trolejbus s možností pohybu i mimo trolejové vedení, buď s pomocnou motorovou jednotkou, s trakční baterií, nebo se superkapacitory, avšak ani jedna z těchto verzí nebyla objednána a realizována.

## Výroba a provoz

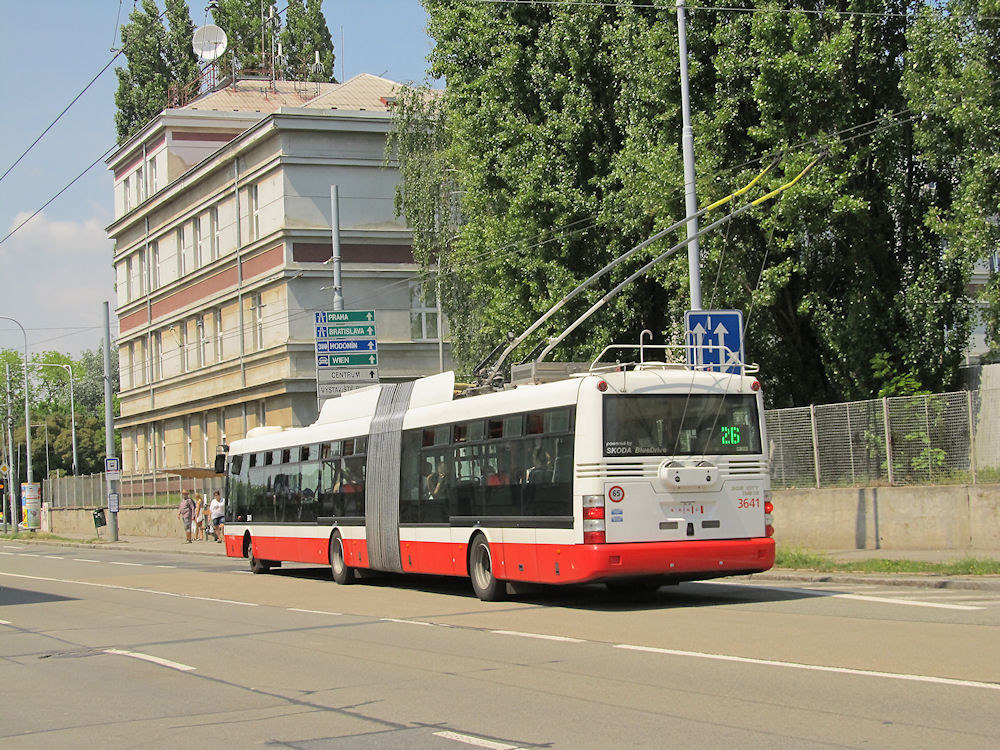
Škoda 31Tr v Brně

Dopravní podnik města Hradce Králové objednal v září 2010 celkem 13 trolejbusů 31Tr. Karoserie prototypového vozu byla ze SORu Libchavy dodána do Plzně do závodu Škody Electric na přelomu října a listopadu 2010. Následně byl trolejbus během několika týdnů dokončen a od poloviny prosince 2010 začal vykonávat v plzeňské síti zkušební jízdy. Součástí homologačních zkoušek pro schválení typu byl v Plzni i zkušební provoz prototypu s cestujícími, který probíhal od 14. února 2011. Všech 11 trolejbusů, které tvořily první část objednávky, bylo vyrobeno a do Hradce Králové dodáno do konce března toho roku. Slavnostně byly předány 4. dubna 2011 a od následujícího dne započal jejich pravidelný provoz. Prototyp byl označen evidenčním číslem 61. Vozy získaly jména pohádkových postaviček, která vybrali královéhradečtí občané (např. č. 61 Rákosníček).
Výroba modelu 31Tr pokračovala do roku 2016, poté již dopravci tento trolejbus neobjednávali. Výjimkou byl rok 2020, kdy posledních 6 kusů obdržel na základě uplatněné opce ze starší smlouvy slovenský Dopravný podnik mesta Prešov. Celkem bylo vyrobeno 149 trolejbusů Škoda 31Tr, z nichž všechny byly klasické (žádný nebyl vyroben jako parciální). Celkem 106 vozů bylo dodáno na Slovensko, zbylých 43 českým dopravcům. Největším odběratelem byl Dopravný podnik Bratislava, který v letech 2014–2015 zakoupil 70 trolejbusů. Dalšími velkými provozovateli byli Dopravní podnik města Brna (30 ks) a Dopravný podnik mesta Prešov (25 ks).

### Dodávky trolejbusů
| Současný stát | Město           | Článek | Roky dodávek | Počet vozů | Evidenční čísla při dodání | Poznámky      | Zdroj  |
| ------------- | --------------- | ------ | ------------ | ---------- | -------------------------- | ------------- | ------ |
| Česko         | Brno            | článek | 2015         | 30         | 3618–3647                  |               | [ 9 ]  |
| Česko         | Hradec Králové  | článek | 2011–2013    | 13         | 61–73                      | 61 – prototyp | [ 10 ] |
| Slovensko     | Banská Bystrica | článek | 2015         | 3          | 3101–3103                  |               | [ 11 ] |
| Slovensko     | Bratislava      | článek | 2014–2015    | 70         | 6801–6870                  |               | [ 12 ] |
| Slovensko     | Prešov          | článek | 2011–2020    | 25         | 713–731, 741–746           |               | [ 7 ]  |
| Slovensko     | Žilina          | článek | 2012–2013    | 8          | 251–257, 265               |               | [ 13 ] |

## Galerie

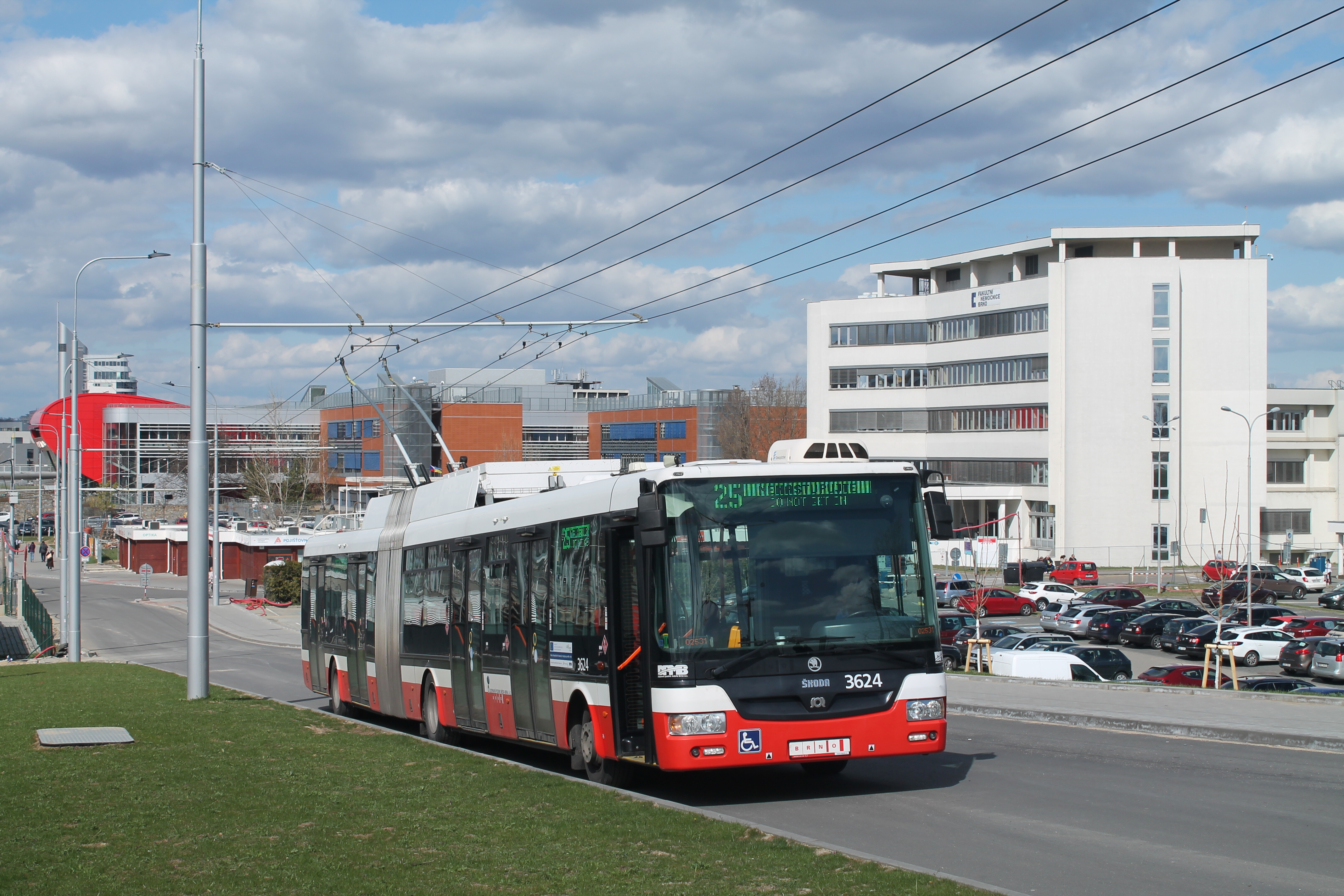
Škoda 31Tr v Brně
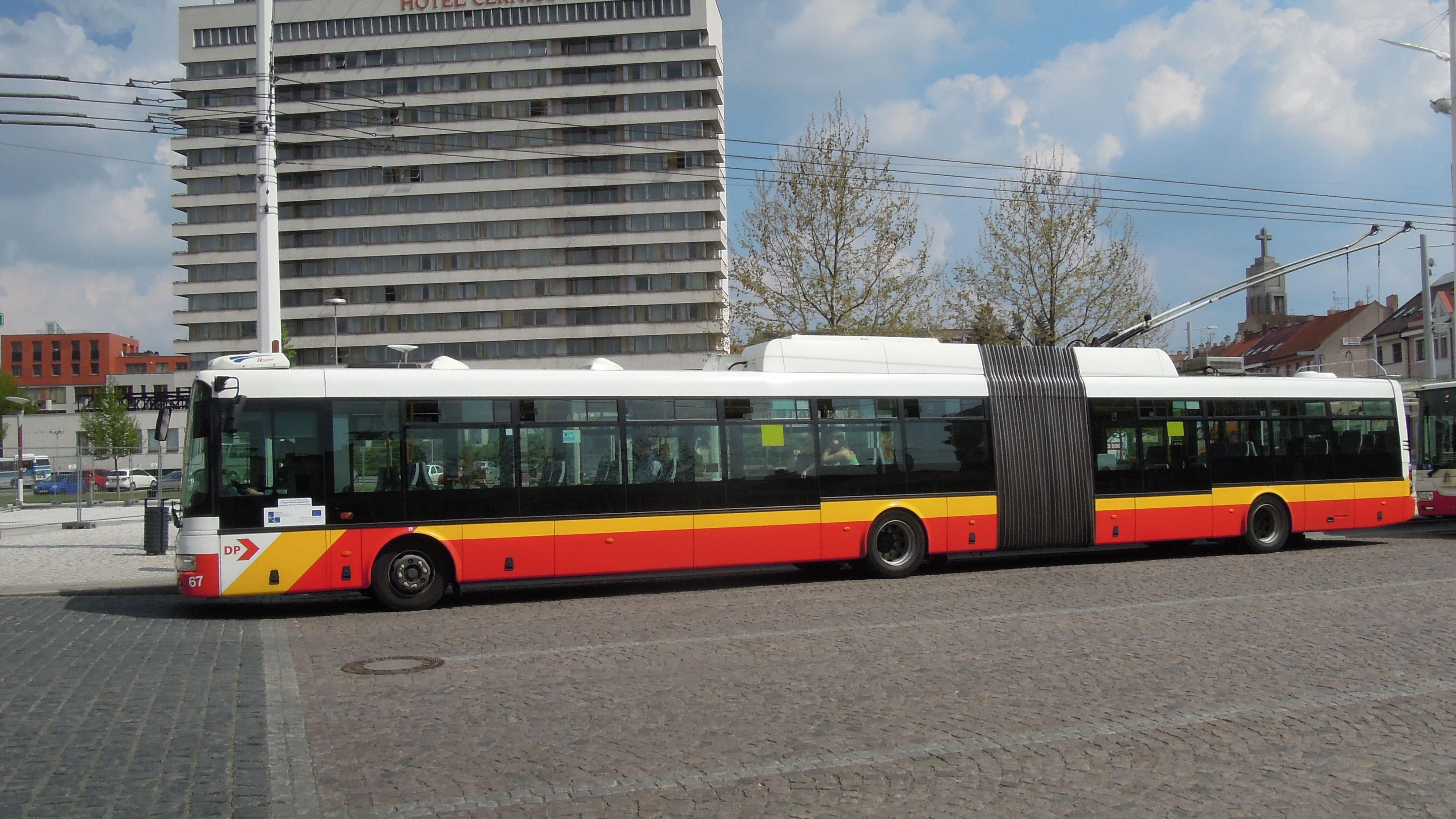
Škoda 31Tr v Hradci Králové
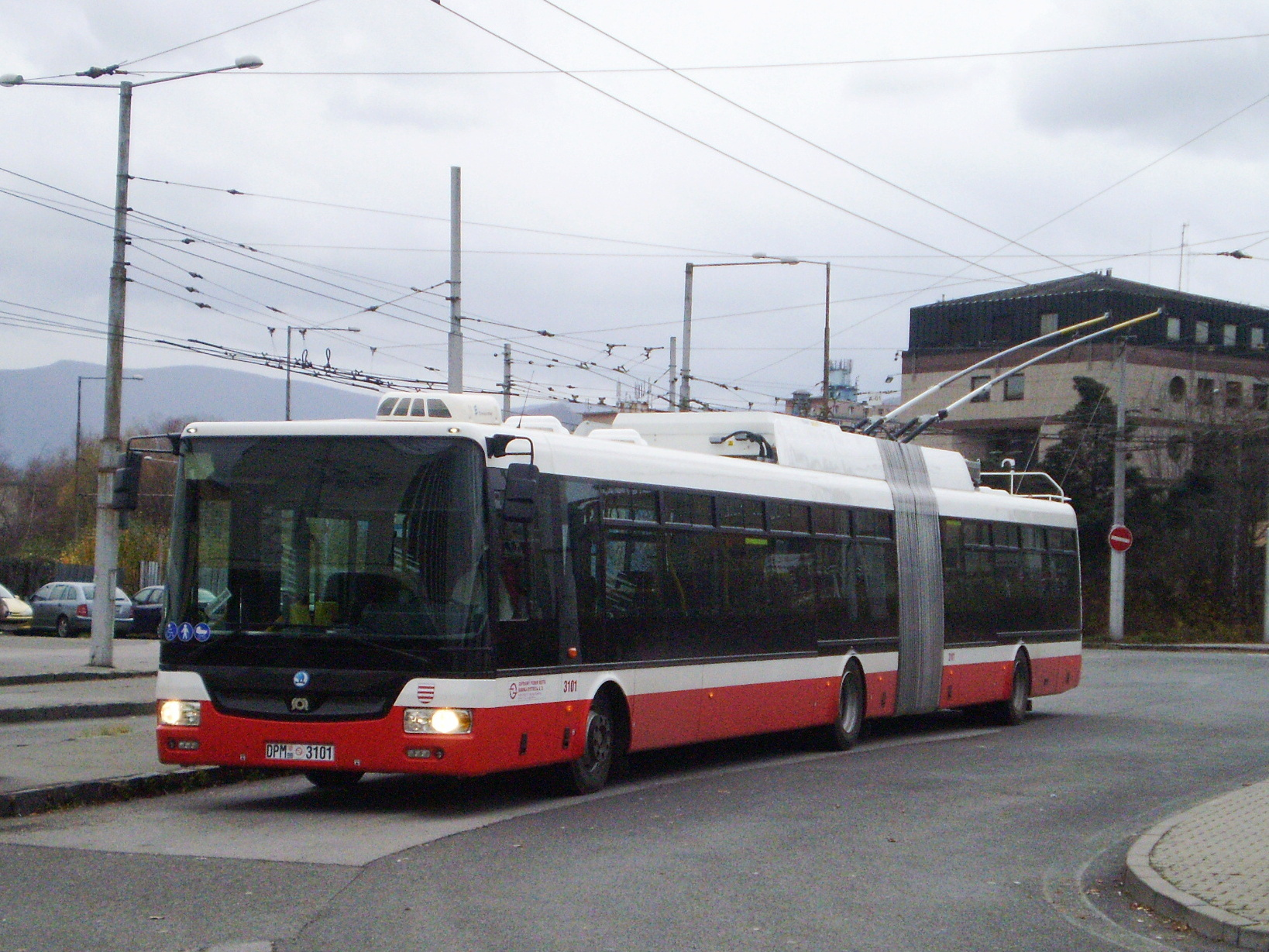
Škoda 31Tr v Banské Bystrici
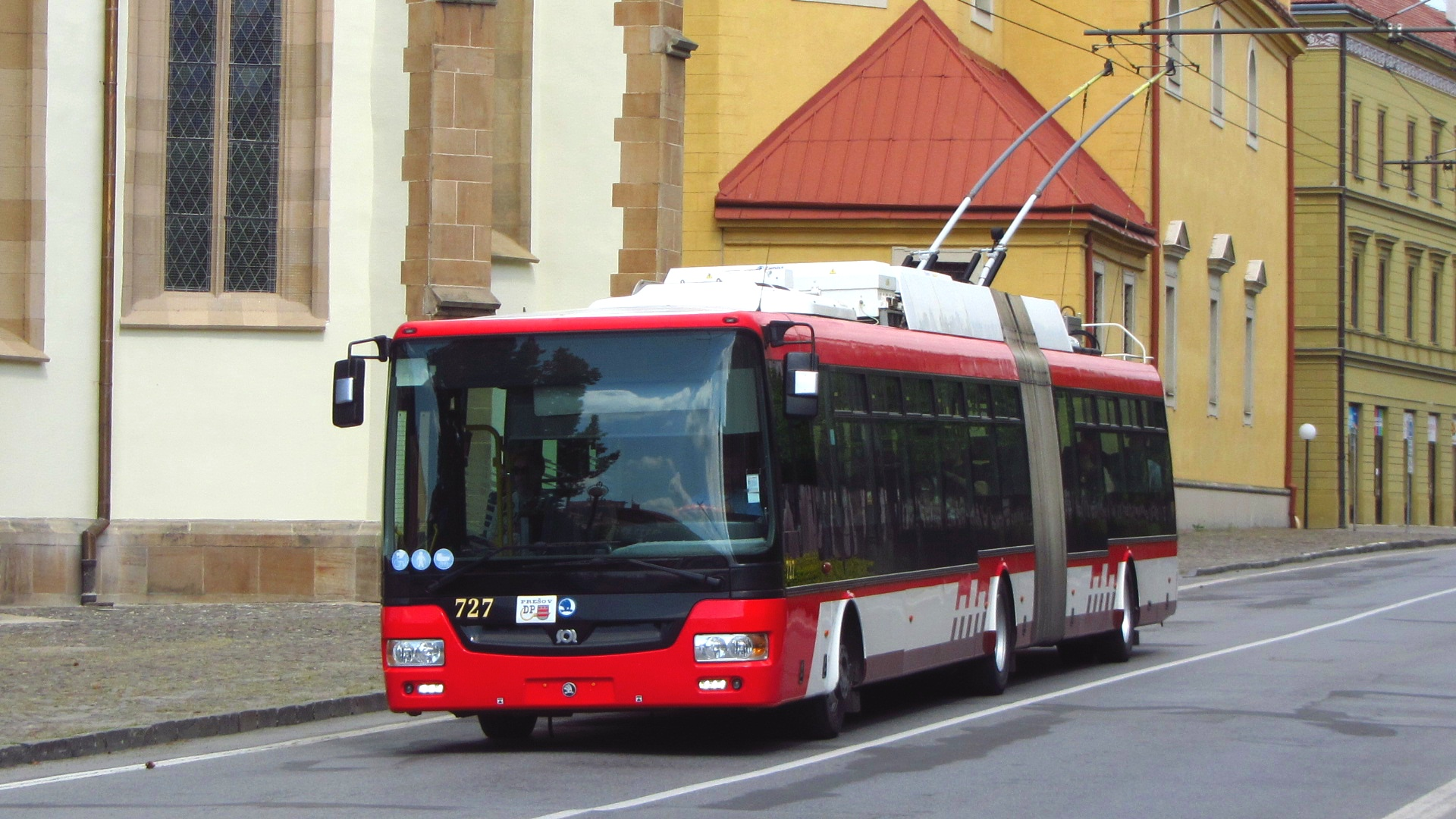
Trolejbus 31Tr v Prešově
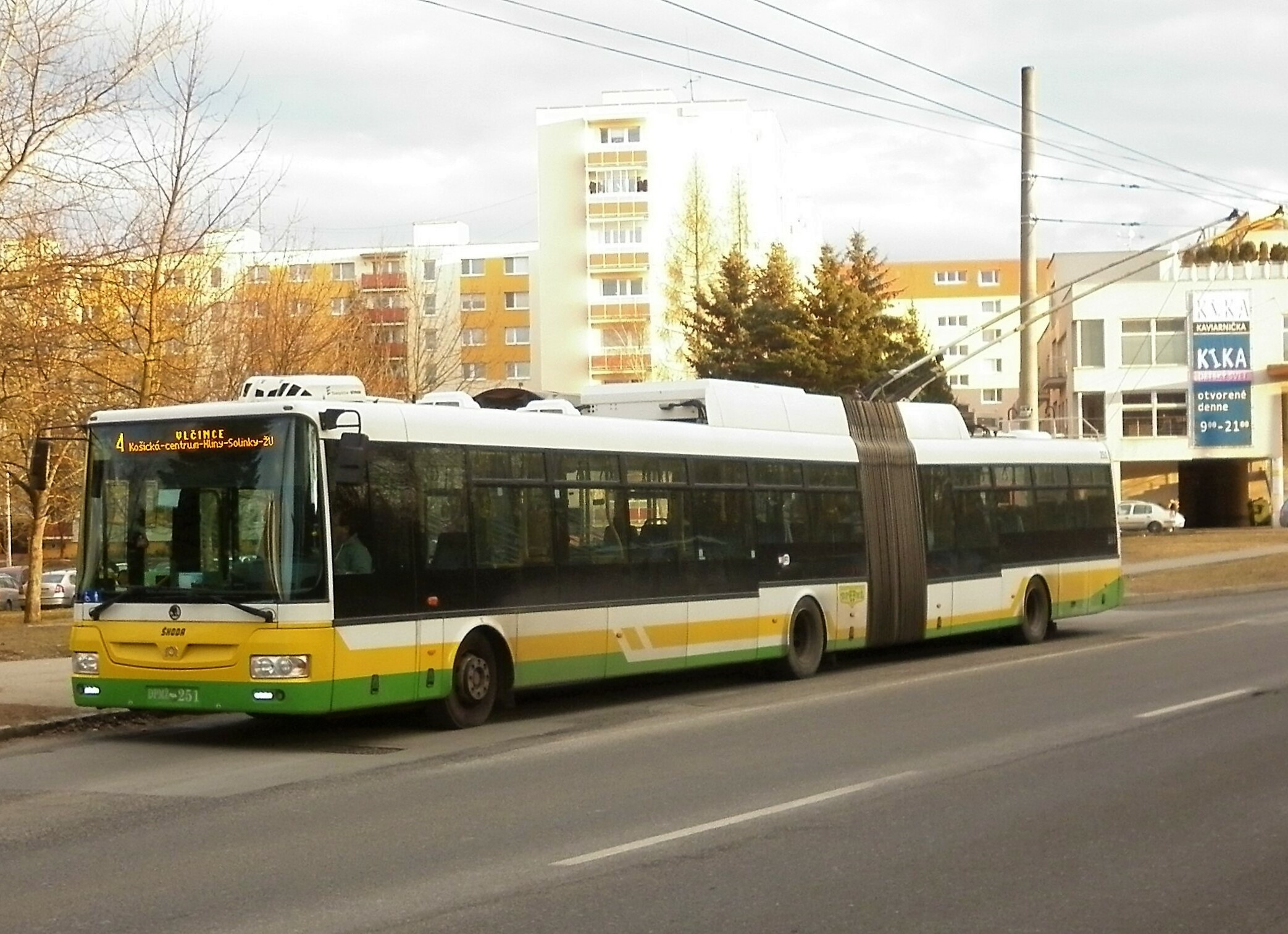
Škoda 31Tr v Žilině